# 汉中道
汉中道，民国2年（1913年）设置的道，陕西三道之一，辖境约为以今汉中市为中心的汉中地区。
1914年2月置陕南道。属陕西省。1914年6月改名汉中道。民国17年（1928年），北洋政府内务部通令各地撤道，汉中道自此不复存在。

## 中华民国时期汉中道
汉中道，治所驻南郑县（今属汉中市），下辖25县：南郑县、褒城县、城固县、洋县、西乡县、宁羌县、沔县、略阳县、佛坪县、镇巴县、留坝县、汉阴县、岚皋县、安康县、平利县、洵阳县、白河县、紫阳县、石泉县、宁陕县、山阳县、镇安县、商南县、凤县、镇坪县。